# Bukanier

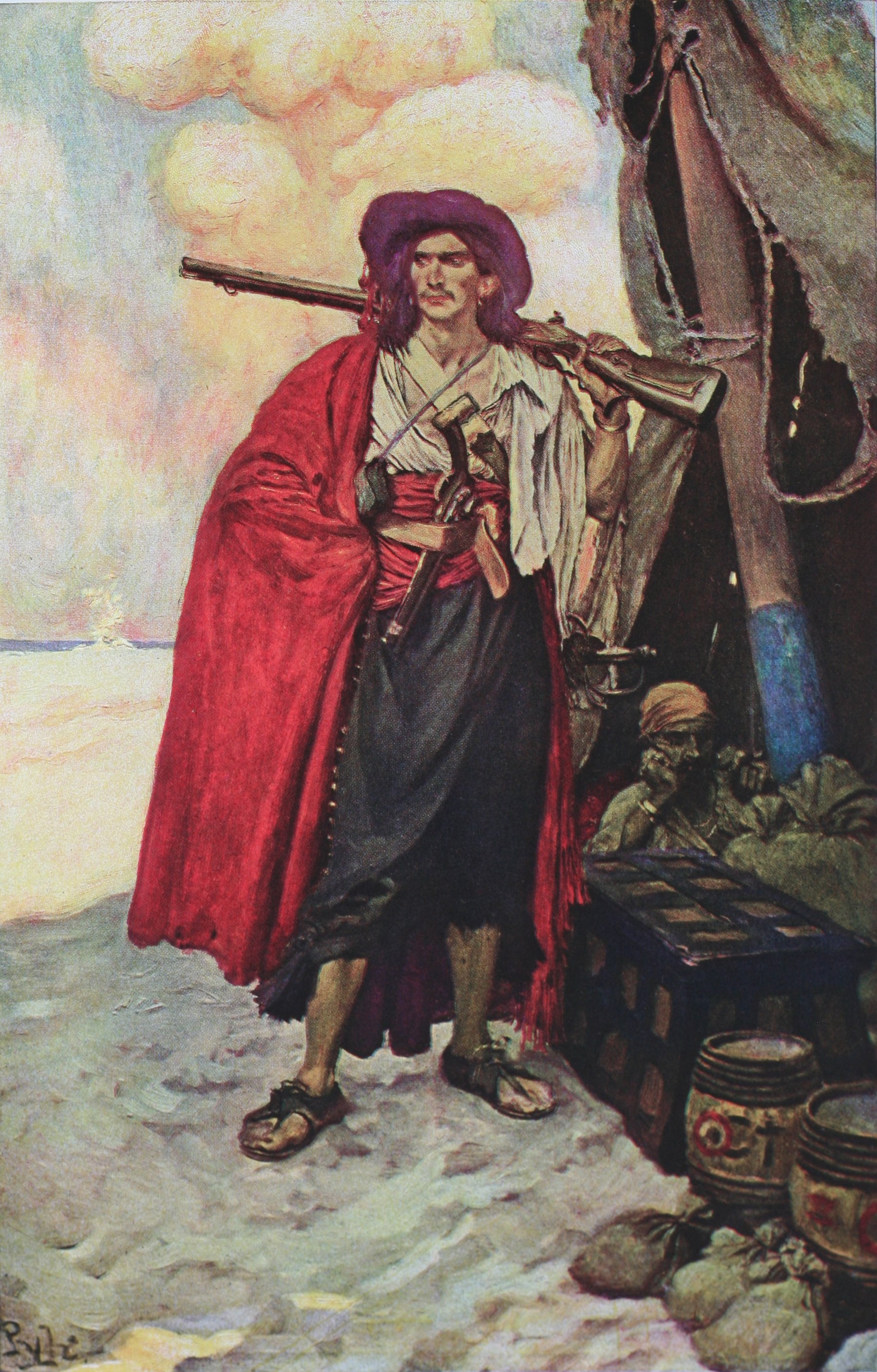
Buccaneer of the Caribbean, aus Howard Pyles Buch der Piraten

Die Bukanier (Plural auch Bukanier, Buccaniere, engl. buccaneers) waren Siedler, zumeist französischer Herkunft, die am Anfang des 17. Jahrhunderts auf Hispaniola und umgebenden Inseln verwilderte Rinder und Schweine jagten. Nach der fast totalen Ausrottung der ursprünglichen Bevölkerung in kurzer Zeit (bekannt geworden durch Bartolomé de Las Casas) und der Aufgabe dieser Gebiete durch die spanischen Großgrundbesitzer waren große Herden dieser verwilderten Haustiere entstanden.
Als Freibeuter in englischen Diensten attackierten sie den spanischen, französischen und niederländischen Schiffsverkehr zwischen den karibischen Inseln während des späten 17. Jahrhunderts. Ursprünglich waren Bukanierschiffsmannschaften größer, besser geeignet für Angriffe auf Küstenstädte und beschränkten sich darauf, die Karibik unsicher zu machen. Der Ausdruck „Bukanier“ verallgemeinerte sich dadurch zu einem Synonym für Freibeuter und schließlich überhaupt für Piraten. Sie selbst bezeichneten sich als Brüder der Küste.

## Etymologie
Die Bezeichnung ist vom französischen Begriff boucanier abgeleitet, was so viel wie „Fleischräucherer“ bedeutet und wiederum vom indianischen Wort bukan herrührt. Mit diesem Begriff bezeichneten die karibischen Arawak eine Art Grill, auf dem sie unter Verwendung von Grünholz auf schwacher Flamme Fleisch (vorzugsweise Manati-Seekühe) räucherten. Diese Form des Grillens hatten die Bukanier übernommen.
Die englischen Siedler, die Jamaika besetzten, sorgten für die Verbreitung des Begriffs „Bukanier“ als Bezeichnung für diese Art von Piraten. Der Name verbreitete sich weiter und wurde ab 1684, als die erste englische Übersetzung Alexandre Olivier Exquemelins „The Buccaneers of America“ veröffentlicht wurde, zum Gemeingut.

## Geschichte
Ungefähr 1630 flohen einige Franzosen von der Insel Hispaniola zur nahegelegenen Insel Tortuga Île de la Tortue. Die Spanier versuchten, sie zu vertreiben, aber die Bukanier wurden durch eine große Zahl weiterer Franzosen, Niederländer und Engländer verstärkt und attackierten fortan den spanischen Schiffsverkehr. Mit kleinen wendigen Fahrzeugen griffen sie die großen spanischen Galeonen in der Nähe der Windward-Passage an. Schließlich wurden sie so stark, dass sie zum Festland von Spanisch-Amerika segelten und dort Städte plünderten.
Bertrand d’Ogeron de La Bouëre (1613–1676), Gouverneur der Île de la Tortue und der eigentliche Gründer der Kolonie von Saint-Domingue, schrieb über die Bukanier, die auch er anwerben wollte: „Sie leben zu dritt, viert, sechst oder zehnt zusammen, die Gruppen durch Entfernungen von zwei bis acht Meilen mehr oder weniger voneinander getrennt, wo immer sie geeignete Plätze finden, und leben wie Wilde, ohne irgendeine Autorität anzuerkennen, ohne einen eigenen Führer, und sie begehen tausende Überfälle. Sie haben mehrere holländische und englische Schiffe gestohlen, was uns viel Ärger bereitet hat; sie leben vom Fleisch der wilden Schweine und Rinder und bauen ein wenig Tabak an, den sie gegen Waffen, Munition und Nachschub eintauschen.“ Sie änderten durch die Anwerbung durch Engländer und Franzosen ihre Lebensweise. Innerhalb ihrer Kleingruppen wurden einige Kaperfahrer, oft in englischen Diensten, während andere zu Hause weiterhin ihr bisheriges wirtschaftliches Standbein pflegten. In französischen Diensten hießen sie Flibustiers.
Wir verdanken dem französischen Dominikaner Jean-Baptiste Labat die Beschreibung der Herstellung von Boucan, Trockenfleisch durch die Bukanier auf St. Domingo
Für die britische Admiralität war das Treiben der Bukanier eine preisgünstige Art und Weise, um gegen Spanien Krieg zu führen. So genehmigte die englische Krone die Kaperschiffe und legalisierte ihre Umtriebe gegen einen Anteil am Profit. Jamaikas Gouverneur Thomas Modyford lud die Bukanier ein, Port Royal zu ihrer Operationsbasis zu machen. Sie plünderten spanische, französische und niederländische Schiffe und Niederlassungen und kehrten mit ihrer Beute nach Jamaika zurück. Dadurch wurde Port Royal die wohlhabendste Stadt der westindischen Inseln. Mitunter wurden sogar Marineoffiziere, wie zum Beispiel Christopher Myngs entsandt, um die Seeräuber zu führen. Diese setzten ihre Aktivitäten fort, unabhängig davon ob sich England mit Spanien, Holland oder Frankreich im Kriegszustand befand.
In den 1690er Jahren wandten sich die europäischen Regierungen von der Tolerierung des unerklärten Krieges in der Karibik ab. Freibeuter waren schwer zu kontrollieren und verwickelten die Kolonien immer wieder in unerwünschte Kriege. Lokale karibische Beamte tolerierten, dass die Seeräuber sich niederließen und legalen Beschäftigungen zuwandten. Einige schlossen sich allerdings zu Piratenmannschaften zusammen und plünderten wie vorher in der Karibik, jetzt im Indischen Ozean, an der Ostküste von Amerika oder in Westafrika.